# Bradford-Gletscher
Der Bradford-Gletscher ist ein Gletscher an der Graham-Küste des Grahamlands auf der Antarktischen Halbinsel. Er fließt vom Mount Dewey in nördlicher Richtung zum Comrie-Gletscher.
Der Falkland Islands Dependencies Survey kartierte ihn anhand von Luftaufnahmen der Hunting Aerosurveys Ltd. aus den Jahren von 1956 bis 1957. Das UK Antarctic Place-Names Committee benannte ihn am 7. Juli 1959 nach dem britischen Bibliothekar Samuel C. Bradford (1878–1948), Entdecker des nach ihm benannten Bradfordschen Gesetzes zur Verteilung von Artikeln über ein bestimmtes Thema auf verschiedene Fachzeitschriften bzw. Periodika, die diesen Themenbereich eigentlich nicht oder nicht direkt behandeln.